# Championnat de Belgique de futsal (AMF)
Cet article concerne la compétition organisée selon les règles AMF. Pour celle organisée selon les règles FIFA, voir championnat de Belgique de futsal (URBSFA).

Le Championnat de Belgique de futsal de division 1 ABFS constitue le plus haut niveau du futsal masculin belge, pour les clubs affiliés à l'Association belge de football en salle (ABFS).
L'ABFS est la fédération concurrente de l'URBSFA, l'Union royale belge des sociétés de football association, qui organise également un championnat de fustsal (voir Championnat de Belgique de futsal (URBSFA)). Ces deux fédérations représentent le futsal belge.

## Histoire
Le premier championnat véritablement national a été lancé en 1992.

## Clubs 2023-2024
- Ninio Bruxelles Futsal
- Futsal Evere
- Sainte-Odile Jeunes Dour
- ADLS AC Flémalle
- Futsal Flénu
- Hermano Jumet
- FS Grâce-Hollogne
- RSC La Louvière
- Procolor Liège
- Futsal Ramillies
- Oasis Saint-Josse
- Picardie Schaerbeek
- ME Wavre-Limal

## Palmarès
| Championnat ABFS-URBSFA     | Championnat ABFS-URBSFA          |
| Saison                      | Champion                         |
| --------------------------- | -------------------------------- |
| 1970-1971                   | Verzekering Cools Brugge         |
| 1971-1972                   | Minitrappers Maasmechelen        |
| 1972-1973                   | Minitrappers Maasmechelen (2)    |
| 1973-1974                   | MV Cevanov Blankenberge          |
| 1974-1975                   | MV Maasmechelen                  |
| 1975-1976                   | Sneltrappers Rekem               |
| 1976-1977                   | ZVC Breughelhof Hoboken          |
| 1977-1978                   | MVC Rekem                        |
| 1978-1979                   | Vleeshal Paul Leen Genk          |
| 1979-1980                   | ZVC Breughelhof Hoboken (2)      |
| 1980-1981                   | ZVC Breughelhof Hoboken (3)      |
| 1981-1982                   | Rebels Boorsem                   |
| 1982-1983                   | ZVK Hasselt                      |
| 1983-1984                   | ZVC Hoboken                      |
| 1984-1985                   | ZVK Hasselt (2)                  |
| 1985-1986                   | ZVK Hasselt (3)                  |
| 1986-1987                   | ZVK Ford Genk                    |
| 1987-1988                   | ZVK Hasselt (4)                  |
| 1988-1989                   | ZVK Hasselt (5)                  |
| 1989-1990                   | ZVK Ford Genk (2)                |
| 1990-1991                   | ZVK ISOLA Hoeselt                |
| 1991-1992                   | non attribué                     |
| Championnat uniquement ABFS |                                  |
| 1992-1993                   | JC Hornu                         |
| 1993-1994                   | JC Hornu (2)                     |
| 1994-1995                   | JC Hornu (3)                     |
| 1995-1996                   | JC Hornu (4)                     |
| 1996-1997                   | FCS Sambreville                  |
| 1997-1998                   | FCS Sambreville (2)              |
| 1998-1999                   | RES HODE Sambreville             |
| 1999-2000                   | Ecaussinnes Chièvres Futsal Team |
| 2000-2001                   | MF Penarol Volvo                 |
| 2001-2002                   | MF Penarol Volvo (2)             |
| 2002-2003                   | MF Penarol Volvo (3)             |
| 2003-2004                   | MF Penarol Volvo (4)             |
| 2004-2005                   | GS Hoboken                       |
| 2005-2006                   | GS Hoboken (2)                   |
| 2006-2007                   | Amigo Schepdaal                  |
| 2007-2008                   | Amigo Schepdaal (2)              |
| 2008-2009                   | Amigo Schepdaal (3)              |
| 2009-2010                   | Amigo Schepdaal (4)              |
| 2010-2011                   | Rolini Koersel                   |
| 2011-2012                   | Rolini Koersel (2)               |
| 2012-2013                   | Rolini Koersel (3)               |
| 2013-2014                   | MF Waremme AC                    |
| 2014-2015                   | GS Beo Hoboken                   |
| 2015-2016                   | Selaklean Thulin                 |
| 2016-2017                   | Selaklean Thulin                 |
| 2017-2018                   | Veidec ARB Hamme                 |
| 2018-2019                   | AS Schaerbeek                    |
| 2019-2020                   | Pas attribué (Covid-19)          |
| 2020-2021                   | Pas attribué (Covid-19)          |
| 2021-2022                   | GS Hoboken Ste                   |
| 2022-2023                   | Sainte-Odile Jeunes Dour         |